# 全身全霊LIVES
「全身全霊LIVES」（ぜんしんぜんれいりぶす）は2011年11月2日に徳間ジャパンコミュニケーションズから発売されたダウトのメジャー2枚目のシングル。

## 解説
テレビ東京系「開運!なんでも鑑定団」エンディングテーマ。
ダウトのタイアップとしては「青い鳥」以来である。
メジャーとしては初のタイアップ。
初回限定盤Aと初回限定盤BにはDVD付き。
通常盤にはボーナストラックが収録されている。

## 収録曲

### 初回限定盤A/B
CD
1. 全身全霊LIVES
テレビ東京系「開運！なんでも鑑定団」エンディングテーマ。
2. Rain man

DVD (A)
1. 全身全霊LIVES Music Clip
2. バラエティーメイキング

DVD (B)
1. スペシャルバラエティ特番「ダ！ダ！ダ！ダウト☆」

### 通常盤
1. 全身全霊LIVES
2. Rain man
3. 富と名声